# Канатна підвіска
Канатна підвіска (рос. канатная подвеска; англ. cable-type sucker rod hanger; нім. Seilaufhängung f) — пристрій, призначений для з'єднання гирлового штока з приводом штангового свердловинного насоса, дає змогу регулювати встановлення плунжера в циліндрі насоса та досліджувати свердловину з допомогою гідравлічного динамографа.
Канатна підвіска є гнучкою ланкою між колоною штанг і балансиром. Складається з двох траверс — верхньої і нижньої, розділених втулками затискачів канатів. На верхній траверсі лежить вузол кріплення полірованого штока. Траверси можуть бути розсунуті гвинтами для установки динамографа.